# Brakwaterkantwerk
Brakwaterkantwerk (Conopeum seurati) is een mosdiertjessoort uit de familie van de Electridae. De wetenschappelijke naam van de soort werd in 1928 voor het eerst geldig gepubliceerd door Ferdinand Canu. Het is inheems in de noordoostelijke Atlantische Oceaan, de Noordzee en de Middellandse Zee.

## Omschrijving
Brakwaterkantwerk is een korstvormende mosdiertje die kleine kolonies vormt op zeegrassen, schelpen en andere harde oppervlakken. Wanneer een larve van brakwaterkantwerk zich op een geschikt oppervlak nestelt, ondergaat het een metamorfose tot een zoïde die bekend staat als een ancestrula. Deze zijn ovaal van vorm en meet ongeveer 0,55 bij 0,33 mm.
De ancestrula-knoppen om een andere zoïde te produceren heeft een paar lange stekels aan het distale uiteinde en soms nog eens drie tot vijf paar dunne stekels aan de zijkanten. Verdere ongeslachtelijke voortplanting vindt plaats, waarbij elke zoïde meerdere knoppen produceert totdat er een kleine, ongeveer cirkelvormige korstvormende cluster van zoïden is, wit of bruinwit van kleur, met de voorouder in het midden. Op vlakke oppervlakken ziet de kolonie er regelmatig en kanten uit, maar op oneffen oppervlakken is deze meer onregelmatig en kan ze lobben vormen. Sommige kolonies zijn ook bolvormig. Elke individuele zoïde draagt een lofofoor, het kenmerkende voedingsapparaat van mosdiertjes, met vijftien of zestien trilharen tentakels, die gebruikt wordt om fytoplankton te filteren. Het operculum, een flap die scharniert om een deksel te vormen over de opening van de lofofoor, heeft een vliezige rand en is gechitineerd. Het is dik en halvemaanvormig in gesloten toestand. De wanden tussen de zoïden zijn aan de proximale rand verkalkt en elders vliezig.

## Verspreiding
De volledige verspreiding van brakwaterkantwerk is onbekend. Het wordt gevonden aan de kusten van Noord-Europa en de Middellandse Zee. Het wordt verondersteld te zijn geïntroduceerd aan de Atlantische kust van Florida en in Nieuw-Zeeland. Het is een aangroeiende soort en wordt aangetroffen in brak water, estuaria en lagunes waar het een breed scala aan zoutgehaltes kan verdragen; deze variëren van achttien tot veertig delen per duizend in de Indian River Lagoon, tot slechts één deel per duizend in Europa. Het vormt meestal kolonies op zeegrassen, Ruppia, drijvend zeewier, mosselen, oesters en kunstmatige structuren.

## Biologie
Net als andere soorten mosdiertjes is brakwaterkantwerk een filtervoeder die fytoplankton met zijn tentakels uit het water filtert. De voortplanting vindt in Groot-Brittannië plaats tussen juni en oktober. De larven zijn driehoekig van vorm met bruinachtige tweekleppige schelpen in hun latere ontwikkelingsstadia. Deze larven zijn planktonisch en drijven enige tijd met de stroming mee voordat ze zich vestigen en metamorfose ondergaan tot voorouderlijke zoïden om nieuwe kolonies te stichten.